# Championnat des Émirats arabes unis de football 1988-1989
Navigation
Saison suivante Saison suivante
La saison 1988-1989 du Championnat des Émirats arabes unis de football est la seizième édition du championnat national de première division aux Émirats arabes unis. Les douze meilleures équipes du pays sont regroupées au sein d'une poule unique où elles s'affrontent deux fois, à domicile et à l'extérieur. En fin de saison, pour permettre l'élargissement du championnat à 14 équipes, il n'y a pas de relégation et les deux meilleurs clubs de deuxième division sont promus.
C'est le club de Sharjah SC qui remporte la compétition, après avoir terminé en tête du classement final, avec un seul point d'avance sur le tenant du titre, Al Wasl Dubaï et trois sur Al Nasr Dubaï. C'est le 3e titre de champion des Émirats arabes unis de l'histoire du club.

## Les clubs participants
| - Sharjah SC - Al-Wahda Club - Al Ahly Dubaï - Emirates Club - Al Ain Club - Bani Yas Club - Promu de D2 | - Al Nasr Dubaï - Al Shabab Dubaï - Al-Khaleej Club - Al Wasl Dubaï - Al Sha'ab Sharjah - Al Jazira Club - Promu de D2 |

## Compétition

### Classement
Le classement est établi sur le barème de points classique (victoire à 2 points, match nul à 1, défaite à 0).
| Rang | Équipe              | Pts | J  | G  | N | P  | Bp | Bc | Diff |
| ---- | ------------------- | --- | -- | -- | - | -- | -- | -- | ---- |
| 1    | Sharjah SC          | 32  | 22 | 14 | 4 | 4  | 31 | 18 | +13  |
| 2    | Al Wasl Dubaï (T)   | 31  | 22 | 13 | 5 | 4  | 44 | 18 | +26  |
| 3    | Al Nasr Dubaï       | 29  | 22 | 12 | 5 | 5  | 38 | 17 | +21  |
| 4    | Al Shabab Dubaï (C) | 28  | 22 | 12 | 4 | 6  | 29 | 18 | +11  |
| 5    | Al Ain Club         | 25  | 22 | 8  | 9 | 5  | 29 | 21 | +8   |
| 6    | Al-Khaleej Club     | 23  | 22 | 9  | 5 | 8  | 31 | 31 | 0    |
| 7    | Al-Wahda Club       | 22  | 22 | 7  | 8 | 7  | 34 | 30 | +4   |
| 8    | Bani Yas Club (P)   | 20  | 22 | 7  | 6 | 9  | 16 | 19 | -3   |
| 9    | Al Jazira Club (P)  | 19  | 22 | 8  | 3 | 11 | 23 | 29 | -6   |
| 10   | Al Sha'ab Sharjah   | 16  | 22 | 6  | 4 | 12 | 20 | 31 | -11  |
| 11   | Al Ahly Dubaï       | 13  | 22 | 4  | 5 | 13 | 18 | 36 | -18  |
| 12   | Emirates Club       | 3   | 22 | 0  | 3 | 19 | 14 | 56 | -42  |

|  | Qualification pour la Coupe d'Asie des clubs champions 1990-1991 et la Coupe du golfe des clubs champions 1991 |
|  | Qualification pour la Coupe des Coupes 1990-1991                                                               |
|  | (T) : Tenant du titre (C) : Vainqueur de la Coupe des Émirats arabes unis (P) : Promu de D2                    |

## Bilan de la saison
| Championnat des Émirats arabes unis de football 1988-1989                        |                                  |
| Champion                                                                         | Sharjah SC (3e titre)            |
| Coupes et trophées                                                               |                                  |
| Vainqueur de la Coupe des Émirats arabes unis 1988-1989                          | Al Shabab Dubaï                  |
| Qualifications continentales                                                     |                                  |
| Coupe d'Asie des clubs champions 1990-1991                                       | Sharjah SC                       |
| Coupe du golfe des clubs champions 1991                                          | Sharjah SC                       |
| Coupe des Coupes 1990-1991                                                       | Al Shabab Dubaï                  |
| Promotions et relégations                                                        |                                  |
| Promus en UAE Football League                                                    | Kalba Union                      |
| Promus en UAE Football League                                                    | Ras Al Khaima                    |
| Relégués en Championnat des Émirats arabes unis de football de deuxième division | Aucun (passage de 12 à 14 clubs) |